# Rain (Ola Svensson)
Nei primi mesi del 2006, il cantante svedese Ola Svensson realizzò una cover del brano Rain di Anthony Callea scritto da Savan Kotecha, Andreas Romdhane e Josef Larossi e la pubblicò come suo primo singolo.

Questo singolo si è classificato in posizione numero 1 della classifica dei singoli svedesi ed è rimasto in quella posizione per 3 settimane consecutive.
Il brano è incluso nel sul album di debutto Given to Fly.

## Tracce
1. "Rain" (3:48)
2. "Rain [instrumental]" (3:48)

## Posizione in classifica
| Classifica (2006)              | Posizione in classifica | Settimane TOT | Certificazioni |
| Classifica (2006)              | Posizione in classifica | Settimane TOT | Svezia         |
| ------------------------------ | ----------------------- | ------------- | -------------- |
| Classifica dei singoli svedesi | numero 1 (3 settimane)  | 24            | -              |